# النسبية الخاصة
النظرية النسبية الخاصة (بالإنجليزية: Special Relativity, SR, Special Theory of Relativity, or STR)، أو نظرية اللاتغير (The Theory of Invariance) كما كان يسميها أينشتاين، وهي التسمية الأكثر دقة، هي نظرية فيزيائية للقياس في إطار مرجعي عطالي اقترحها ألبرت أينشتاين عام 1905 (بعد المساهمات الكبيرة والمستقلة لهندريك أنتون لورنتس وهنري بوانكاريه وآخرين) في مقال بعنوان "عن الديناميكا الكهربائية للأجسام المتحركة" (On the Electrodynamics of Moving Bodies) في أوراق العام المعجزة، كبديل عن نظرية نيوتن في الزمان والمكان لتحل بشكل خاص مشاكل النظرية القديمة فيما يتعلق بالأمواج الكهرومغناطيسية عامة، والضوء خاصة. وهي تدعى «خاصة» لأنها تعالج حالة خاصة تتعلق بحركة المراجع (المختبرات) بالنسبة لبعضها البعض بسرعة منتظمة وفي خط مستقيم. وهي في ذلك تهمل في البدء فيها تأثيرات الثقل التي ستتناولها فيما بعد النسبية العامة، العمل الذي قام به أيضًا أينشتاين عام 1915. صاغ أينشتاين النسبية الخاصة عام 1905.
تعمم النسبية الخاصة مبدأ النسبية لغاليليو غاليلي - الذي ينص على نسبية الحركة المنتظمة وعلى عدم وجود حالة سكون مطلق واضح (لا توجد اطارات مرجعية مميزة «مطلقة») - من الميكانيك إلى جميع قوانين الفيزياء، بما في ذلك قوانين الميكانيك والإلكتروديناميكا، أيًا كانت. تتضمن النسبية الخاصة مبدأ ثبات سرعة الضوء لجميع المراقبين العطاليين مهما تكن حالة حركة مصدر الضوء.
للنسبية الخاصة العديد من النتائج تم التحقق منها تجريبيًا، بما في ذلك تلك غير البديهية مثل تقلص الأطوال والإبطاء الزمني ونسبية التزامن، مناقضة الفكرة التقليدية لتساوي الفاصل الزمني بين حدثين لجميع المراقبين، وتقدم النسبية الخاصة أيضًا الزمكان الثابت بدمج الأبعاد المكانية الثلاثة مع بعد زمني رابع. يؤدي دمج النسبية الخاصة مع قوانين الفيزياء الأخرى إلى التنبؤ بتكافؤ الكتلة والطاقة كما صيغ رياضيًا في مكافئ الكتلة والطاقة E=mc² حيث c هي سرعة الضوء في الفراغ. تتوافق بشكل جيد تنبؤات النسبية الخاصة مع ميكانيك نيوتن في مجال التطبيق المشترك بينهما، وعلى وجه الخصوص في التجارب ذات السرعات الصغيرة مقارنة بسرعة الضوء. تظهر النسبية الخاصة بأن c ليست فقط سرعة ظاهرة معينة - انتشار الإشعاع الكهرومغناطيسي (الضوء) - بل هي خاصة أساسية لتوحيد المكان والزمان بالزمكان. إحدى خصائص النسبية الخاصة هي استحالة سفر الجسيمات ذات كتلة سكون بسرعة الضوء.
دعيت النظرية بالخاصة لأنها تطبق مبدأ النسبية فقط لحالة خاصة تتحرك فيها الأطر المرجعية العطالية حركة منتظمة نسبية متعلق كل إطار بالآخر. طور أينشتاين النسبية العامة لتطبيق مبدأ النسبية على حالة أكثر شمولًا لأي إطار مرجعي عطالي للتعامل مع تحويلات الإحداثيات العامة، ولإدخال آثار الجاذبية.
حاليًا يستخدم مصطلح النسبية الخاصة بشكل عام للإشارة إلى أي حالة تهمل فيها تأثيرات الجاذبية. النسبية العامة تعمم النسبية الخاصة لتشمل الجاذبية، وفيها توصف الجاذبية بهندسة لاإقليدية وبالتالي تمثل تأثيرات الجاذبية بانحاء الزمكان، يقتصر تطبيق النسبية الخاصة على زمكان مسطح، وكما أن انحناء سطح الأرض غير ملاحظ في الحياة اليومية، يمكن اهمال انحناء الزمكان في المقاييس الصغيرة وبالتالي محليًا تصبح النسبية الخاصة تقريباً صحيحاً للنسبية العامة.

## ظهور النظرية النسبية الخاصة
في النصف الثاني من القرن 19 قدم جيمس كلارك ماكسويل (1831 - 1879) نظرية متكاملة عن الظواهر الكهرومغناطيسية. لم تحتوِ هذه النظرية على متغيرات ميكانيكية كما في قانون الحث الكهرومغناطيسي:
{\displaystyle U_{e}={\frac {-\Delta \phi }{\Delta t}}}
كان من الواضح أنه لا يأخذ بعين الاعتبار أية فكرة عن جسيمات مرافقة لهذه الأمواج وقد بيّن ماكسويل في هذه النظرية أن الضوء عبارة عن أمواج كهرومغناطيسية.
جميع الظواهر الموجية المعروفة آنذاك كانت عبارة عن تموج لوسط معين (الأمواج على سطح الماء، الأمواج الصوتية...). لذلك اعتقد الفيزيائيون أن الضوء يجب أن يكون تموجاً لوسط ما أطلقوا عليه اسم الأثير، وكان على هذا الأثير أن يملأ الكون بأكمله ليؤمن توصيل ضوء النجوم البعيدة، وأن يكون سهل الاجتياز (وإلا لكبح حركة الأرض حول الشمس), وعلى الضوء أن ينتشر به بسرعة c.
حاول العديد من الفيزيائيين ومن ضمنهم ماكسويل وضع نموذج ميكانيكي للأثير لكن النجاح لم يحالفهم في ذلك، ومع الوقت ساد الاعتقاد بعدم قدرة ميكانيكا نيوتن (علم حركة الأجسام) على تفسير الظواهر الكهرومغناطيسية.
وبذلك تكون جملة المقارنة الغاليلية المرتبطة بالأثير متميزة عن باقي جمل المقارنة الغاليلية. وكان بالإمكان إذاُ استنتاج سرعة كل جملة مقارنة غاليلية بالنسبة إلى الأثير عن طريق القيام بتجارب انتشار الضوء وما كان ان طـُبق آنذاك مبدأ النسبية الميكانيكي على انتشار الضوء.
في الواقع عندما تتحرك الأرض في اتجاه ما بالنسبة للأثير وبسرعة v، ونرسل من الأرض إشارة ضوئية في نفس الاتجاه فستكون سرعة الإشارة بالنسبة للأثير c وبالنسبة للأرض c-v. أما إذا أُرسلت الإشارة بالاتجاه المعاكس فستكون سرعتها بالنسبة للأرض c+v. ولما كانت الأرض تتحرك حول الشمس بسرعة 30 كيلومتر في الثانية على مسار دائري تقريبا، توقع الفيزيائيون بأن الأرض تتحرك بسرعة مماثلة تقريبا بالنسبة للأثير.
في نهاية القرن التاسع عشر أجريت تجارب عديدة لقياس التغيرات في سرعة الضوء بالنسبة للأرض والمعتقد أن تسببها حركة الأرض بالنسبة للأثير. لكن جميع النتائج جاءت سلبية حيث انتشر الضوء في جميع الاتجاهات بالنسبة للأرض بسرعة متساوية c. وكانت هذه النتيجة هي جوهر تجربة مايكلسون ومورلي.
تم إثبات هذه النتيجة في يومنا هذا عن طريق عمل نظام التوقيت الدولي الذي يعتمد على الساعة الذرية وكذلك عن طريق التجارب التي أجريت في الفيزياء النووية وفيزياء الجسيمات الأولية. تدل سرعة الضوء الثابتة على تعذر التمييز بين جمل المقارنة الغاليلية حتى باستخدام تجارب انتشار الضوء. ظهرت عدة فرضيات في نهاية القرن التاسع عشر تحاول تفسير النتائج التي توصلت إليها التجارب حول ثبات سرعة انتشار الضوء لكن جميعها عجزت عن تعميق فهمنا لهذه الحقيقة.
وضع اينشتاين عام 1905 المبدأين التاليين ليكونا أساس النظرية النسبية الخاصة والتي دعيت بالخاصة لأنها خاصة بجمل المقارنة الغاليلية:  مبدأ النسبية ومبدأ ثبات سرعة الضوء.

## فرضيات النسبية الخاصة
- مبدأ النسبية Relativity Principle: لا توجد خصوصية أو اختلافات في القوانين الطبيعية بين مختلف الجمل العطالية. فكل ملاحظ في أي جملة عطالية يجب أن يكون على توافق مع مراقب في جملة عطالية أخرى بشأن وصف الواقع الفيزيائي. (تأخذ قوانين الفيزياء التعبير الرياضي نفسه في جميع جمل المقارنة الخارجية الغاليلية، أي أن جميع جمل المقارنة الغاليلية متساوية فيزيائيا.) ولا توجد جملة مقارنة مطلقة (أي لايوجد نظام في حالة الثبات المطلق). لذا لا يمكن عن طريق أية تجربة فيزيائية (ميكانيكية، بصرية...) تجرى ضمن جملة المقارنة تحديد إذا ما كانت هذه الجملة ساكنة بالنسبة لجملة أخرى أو تتحرك بحركة مستقيمة منتظمة. وتم توسيع هذا المبدأ ليشمل كل الأحداث الفيزيائية.
- ثبات سرعة الضوء : سرعة الضوء بالنسبة لجميع المراقبين العطاليين inertial observers واحدة (س) وفي جميع الاتجاهات ولا تعتمد على سرعة الجسم المصدر للضوء. إن سرعة انتشار الضوء في الفراغ هي السرعة الحدية العظمى ولها القيمة نفسها في جميع جمل المقارنة الغاليلية. بغض النظر عن سرعة المصدر ووجهة انتشار الضوء وحركة كل من المصدر والمراقب.[7]

عند جمع هذين الفرضين يمكننا الاستنتاج أن الضوء لا يحتاج إلى وسط (أثير) ينتقل فيه كما تنص نظرية نيوتن، فهو لا يرتبط بجملة مرجعية (نظام مرجعي) reference system.
وبما أن هذه النظرية تهمل تأثيرات الجاذبية فيجب أن ننتبه إلى تطبيقها فقط عندما تكون تاثيرات الثقل مهملة وضئيلة وإلا حصلنا على نتائج خاطئة.

## نتائج النظرية
- الفاصل الزمني بين حدثين متغير من مراقب إلى آخر حيث يعتمد على السرعة النسبية للجمل المرجعية للمراقبين.
- نسبية التزامن : يمكن لحدثين متزامنين، يحدثان في نفس الوقت في مكانين منفصلين ضمن جملة مرجعية، أن يكونا غير متزامنين متعاقبين بالنسبة لمراقب في جملة مرجعية أخرى.
- نسبية القياس : يمكن لعملية القياس التي يجريها مراقبان في جملتين مرجعيتين Reference System مختلفتين أن تعطي نتائج وقياسات مختلفة لنفس الشئ المقاس.
- نسبية الزمن ومفارقة التوأمين Twins Paradox : من نتائج النظرية النسبية الخاصة أن الزمن ليس مطلقاًَ وإنما يعتريه الانكماش باقتراب سرعة مكانه من سرعة الضوء، وبناء على ذلك على سبيل المثال: إذا سافر أحد توأمين في مركبة فضائية بسرعة تقارب سرعة الضوء، فسيكتشف بعد عودته للأرض بعد خمس سنوات بحسب توقيت ساعته، مرور خمسين عاماً على توقيت الأرض، أي أنه سيجد أخاه قد كبر خمسين عاماً، في حين لم يزد عمره هو سوى خمس سنين... هذه الظاهرة العجيبة هي نتيجة لتباطؤ الزمن بتزايد سرعة مركبة الفضاء (الجملة المرجعية) التي يتم القياس فيها.

رفضت النسبية فكرة المرجع المطلق Absolute Reference التي تتوافق مع فكرة مكان متجانس مملوء بمادة تدعي الأثير تنتقل عبرها موجات الضوء، لقد نسفت النسبية هذه الفكرة من جذورها استناداً إلى تجربة ميكلسون ومورلي التي بينت ثبات سرعة الضوء وقامت بإستبدالها بمبدأ النسبية الذي ينص على ثبات قوانين الفيزياء (وليس الفضاء) بالنسبة لكافة الجمل المرجعية ذات السرعات الثابتة (الأنظمة العطالية Inertial Systems). يمكن ببساطة التحويل بين الأنظمة المرجعية المتحركة بالنسبة لبعضها عن طريق مجموعة قوانين تدعى: تحويلات لورينتز.
و كما قامت النسبية بتوحيد الزمان مع المكان في فضاء واحد رباعي الأبعاد، قامت بتوضيح العلاقة بين الكتلة Mass وكمية الحركة Momentum والطاقة Energy على أنها ظواهر لشئ واحد، وفتحت الباب نحو تحويل هذه الظواهر إلى بعضها البعض وعوضاً عن الحديث عن قوانين حفظ المادة Matter أو الطاقة أو كمية الحركة فيمكننا الحديث عن حفظ مجموع هذه الكميات الفيزيائية ضمن الجمل المعزولة.

## ثورية النسبية
لقد كان لإعلان النظرية النسبية أثر عميق جداً وكان أروع الأمثلة على مدى قدرة تفكير الإنسان بشكل عام، فقد جاء على مرحلتين فكريتين ضخمتين واحدة تقود إلى الأخرى، فكانت النسبية الخاصة عام 1905 والنسبية العامة عام 1915. وقد أدت هذه النظرية النسبية إلى دمج الأبعاد الثلاثة المكانية Spatial Dimensions مع بعد الزمن Time Dimension في فضاء رباعي الأبعاد ومتعدد الجوانب. فأحدث ذلك تغيراً عظيماً في الفلسفة، ناهيك عن التغيرات الفيزيائية.
كلنا يعلم تجربة ميكلسون ومورلي التي أحدثت إضطراباً كبيراً في الفيزياء، فحتى نستطيع أن نفهم النسبية نحتاج إلى فهم وجهة الخلاف في هذه التجربة، ولم يطور أينشتاين نظرية كي يبحث عن تفسير لهذه التجربة لأنه لم يكن يعلم بها[محل شك]، وكان منغمساً في نظرية ماكسويل الكهرومغناطيسية، وكي نفهم طبيعة هذه النظرية دعونا نراقب قطاراً مثلاً أو نقذف شيئاً أو نتحرك، ثم نحاول من خلال مراقبتنا لهذه الأشياء تحديد حركتنا، نجد أننا مهما تأنينا في مراقبتها فلن نكتشف أننا على سطح كوكب متحرك أم ساكن، ذلك لأن سلوكنا لا يدل على أي شي، كذلك لا يختلف الأمر إذا كنا في مركبة أو قطار أو طائرة تتحرك بسرعة ثابتة وفي خط مستقيم، إذ لن نتمكن من اكتشاف حركتنا المنتظمة (بسرعة ثابتة وفي خط مستقيم) والسبب هو ثبات قوانين نيوتن في الحركة بالنسبة لحركة المراقب المنتظمة، أي لا يمكن أن تتغير هذه القوانين عندما ينتقل المراقب من مرجعه إلى مرجع آخر يتحرك هو الآخر بانتظام، وقد نقل أينشتاين هذه الفكرة إلى الضوء وأقنع نفسه بأن الضوء أقدر من قوانين الميكانيكا على كشف حركتنا المنتظمة، وهذا يعني أنه لا يمكن لمعادلات ماكسويل، التي تصف طبيعة الضوء، أن يكون لها علاقة بحركة المراقب، لأنها لو كانت متعلقة بحركة المراقب لأمكن للمعادلات أن تفيدنا في تعيين حركة الشيء المطلق وكذلك تجربة ميكلسون ومورلي، ولذلك رأى اينشتاين أنه يجب أن تكون سرعة الضوء في الفراغ مستقلة عن حركة مصدر ذلك الضوء، وهذا يعني ثبات سرعة الضوء في الفراغ.
وهذه السرعة أصبحت ثابتاً كونياً، ولكن لم تستند إليه قوانين نيوتن، ومن ثبات سرعة الضوء إتجه اينشتاين إلى تحليل مفهومي المكان والزمان المطلقين التي إقترحها نيوتن، فكان عليه أن يبرهن بأن تزامن حدثين منفصلين في مكان ليس له مفهوم ثابت مطلق، بل يتعلق بحركة المراقب، وكي نثبت هذه الفكرة نحتاج إلى شرح تجربة، تحتاج إلى خيال وتركيز، اقرأ نسبية التزامن
هذا الثابت - سرعة الضوء - يُعتبر من أهم الثوابت الكونية التي تدخل في بناء هذا الكون. وأن القانون الذي لا يحتوي عليه لا يعتًبر قانونا كاملاً، بل يحتاج إلى أن يـُستكمل إلى أن يصبح صامداً نسبياً، ولم يكن اينشتاين أول من أدخل مبدأ الصمود فقد أدخله نيوتن قبله على نظريته وكان مفيداً إلى حد بعيد، ولنبدأ بتعريف حادث انطباق جسيم على نقطة في الفراغ (إلكترون مثلاً أو فوتون) في لحظه معينة. فلكي نحدد حادثاً معيناً يجب أن نعرف متى وأين حدث؟ وهذا يعني أن يكون لدينا مرجع مقارنة (مجموعة إحداثيات)، وبما أننا نريد تحديد موقعه، فعلينا أن نعطي ثلاثة أعداد على المحاور التي يكونها الفراغ (س، ص، ع) وهذه هي الإحداثيات المكانية، ولكي نحدد زمن وقوع الحادث نحتاج إلى إحداثي جديد للزمن فيكون مسار الجسيم منحنياً يصل بين هذه الحوادث، وبما أن القانون لا يعالج حالة خاصة بل يعالج الطبيعة بشكل عام، فيجب أن يبقى نفسه (أي لا يتغير) لكل المراقبين وهذا هو مبدأ الصمود، وأكثر ما يميز النسبية أنها تـُظهر أن لا المكان وحده مطلق، ولا الزمان وحده مطلق. ولكن قولنا أن كلاً من الزمان والمكان ليس مطلقاً لا يعني أن النسبية ليست نظرية الأشياء المطلقة. بل أن الحقيقة المطلقة فيها على مستوى أعلى مما في فيزياء نيوتن، لأنها تدمج المكان بالزمان في - زمكان - متشعب الجوانب. ولكي نوضح ذلك نلاحظ أولاً أن كلاً من المسافة بين حدثين والمدة الزمنية الفاصلة بينهما هي نفسها وفقاً لفيزياء نيوتن بالنسبة لجميع المراقبين - أي أن المدة الزمنية مطلقة والمسافة مطلقة - أما في النظرية النسبية فيجد المراقبون المختلفون مسافات مختلفة وأزمنة مختلفة بين الحدثين، ومع ذلك تُخبرنا النسبية أن مزيجاً معيناً للمكان والزمان الفاصلين بين حدثين يكون واحداً بالنسبة إلى جميع المراقبين، وللحصول على مربع هذه الفاصلة الزمكانيه المطلقة بين الحادثين نربع المسافة بين الحادثتين ونطرح منها حاصل ضرب سرعة الضوء في المدة الزمنية بين الحادثين فنحصل على (المقدار المطلق).
ومن الفاصلة الزمنية التي سبق ذكرها يمكن أن نستنتج كل النتائج الهامة التي تنبثق عن النظرية النسبية الخاصة، مثل تقلص الأطوال المتحركة وتباطؤ الزمن وتزايد الكتلة وتكافؤ الطاقة والكتلة، هذا التكافؤ الذي أتاح للعلماء معرفة مصدر الطاقة من الذرات المشعة وهو ما فتح الباب لاكتشاف الطاقة النووية وإستخداماتها السلمية والحربية.
وفي عام 1916 نشر أينشتاين بحثه عن نظرية النسبية العامة في مجلة علوم أكاديمية. يمثل هذا البحث عشر سنوات قضاها أينشتاين بحثاً عن تطوير نظريته القديمة، وكان الدافع لهذه النظرية هو أن نظرية الخاصة تركت المكان والزمان مبتورين، ولان أينشتاين يرى أن الطريق إلى الوصول لتوحيد القوى الفيزيائية يحتم أن تكون نظرية صامدة نسبياً، ولما كانت النظرية الخاصة لم تكن كذلك حاول أن يتمها بالعامة، لأن النسبية الخاصة لا تنطبق إلا على ما يُدعى ((المراقبون القصوريون أي المراقبون الذي يتحرك أحدهم بالنسبة للأخر بسرعة ثابتة وفي خط مستقيم))، وهذه النظرية تبين أن الطبيعة تفضل المرجع القصورى، ورأى أينشتاين أن هذا المرجع القصوري يعد نقصاً في النظرية، لأنه كان يؤمن أن جميع المراجع تتكافئ في الطبيعة بغض النظر عن حركتها، ولابد للنظرية أن تشمل الحركة المتسارعة accelerated. لقد بدأ اينشتاين عند صياغته لنظريته النسبية العامة بملاحظات هامة جدا، كان غاليليو أول من توصل إليها، وهي أن جميع الأجسام التي تسقط سقوطاً حراً تتحرك بتأثير الثقالة (أي جاذبية الأرض) بتسارع واحد مهما كانت كتلها، كما لاحظ أن جميع الأجسام المتحركة في مرجع متسارع تستجيب إلى هذا التسارع بنفس الطريقة مهما كانت كتلتها. ومن هاتين الملاحظتين اعتمد مبدأ من أهم المبادئ الفيزيائية وهو مبدأ التكافؤ، الذي ينص على أنه لا يمكن تمييز قوى القصور عن قوى التثاقل (الجاذبية) فأصبح هذا المبدأ أساس نظرية النسبية العامة، لأنه نفى إمكان تعيين حالة الجسم الحركية بملاحظة قوى القصور أو اكتشافها سواء أكان مرجعنا متسارعاً أم ثابت السرعة، يمكن أن نتابع تفكير أينشتاين بتجربة فكرية شهيرة، تخيل فيها أن مراقباً في مصعد (وكان في هذا المصعد أجسام مشدودة إلى أسفل) كان في بداية الأمر معلقاً فوق الأرض ساكناً، ففي هذه الحالة تكون جميع التجارب التي يجريها المراقب داخل المصعد تتفق تماماً مع تجارب مراقب خارج المصعد على الأرض سوف يستنتجان قوة الثقالة....إلخ، دعونا الآن ننتقل مع المراقب الذي في المصعد بتسارع (9.8 متر /ثانية) متجهين إلى أعلى، أي عكس قوة الثقالة وبنفس تسارع الأجسام نحو الأرض، إذا كان منطقياً مع نفسه سوف يبقى على إستنتاجه لأن جميع الأجسام سوف تبقى على نفس تصرفها عندما كان المصعد معلقاً على الأرض، وهذا هو مبدأ التكافؤ فهو يمنع المراقب من أن يستنتج بأنه موجود في مرجع متسارع، لأن كل الآثار المترتبة عن هذا التسارع هي نفس الآثار المترتبة عن الثقالة في مرجع ساكن أو يتحرك بسرعة منتظمة مستقيمة في مجال جاذبية، وهكذا يدعم هذا المبدأ نظر اينشتاين بأنه لا يمكن أن نفرق بين الحركة المتسارعة accelerated والثابتة لأن قوى القصور inertia الناتجة عن التسارع هي نفسها ناتجة عن التثاقل فلا يستطيع المراقب أن يفرق بينهما، ومن هنا لا يوجد فرق بين ما يرصده المراقب، هل يرصد الأجسام المادية من الناحية التحركية أو الحركة أو انتشار الضوء. مما أدى بإينشتاين إلى إستنتاج مهم جداً بشأن سلوك الضوء. فحينما تمر حزمة ضوئية عبر المصعد المتسارع في إتجاه عمودي على تسارعه تبدو أنها تسقط نحو أرض المصعد مثلما تسقط الجسيمات المادية حيث أن أرضه تتحرك حركة متسارعة، ولما كان مبدأ التكافؤ ينص على أن لا فرق بين آثار التسارع والثقالة (الجاذبية) لذلك توقع اينشتاين أن تسقط الحزمة الضوئية في مجال الجاذبية كما تسقط الجسيمات المادية أي تسقط الحزمة بشكل منحني تجاه أرضية المصعد وليس بشكل مستقيم، وقد ثبت هذا التوقع بحذافيره أثناء كسوف الشمس الذي حدث عام 1919، فقد شوهد أن الحزمة الضوئية تنحرف نحو الشمس عندما تمر بجوارها. وكان مقدار الانحراف متفقاً مع ما توقعه اينشتاين. ونلاحظ أنه لا خلاف بين النظرية العامة والنظرية الخاصة فأنهما مبنيتان على زمكان رباعي الأبعاد، والعامة تشمل الخاصة، ولكنها تختلف عنها في أن هندسة النسبية العامة هندسة غير هندسة إقليدس، بل تعتمد على هندسة مختلفة تسمي هندسة ريمان، وهذا الجانب هو الذي يقود إلى مبدأ التكافؤ، وكي نفهم الفضاء اللا إقليدي، دعونا نعود إلى المصعد قليلاً.... ونتخيل الآن أن المصعد يسقط سقوطاً حراً نحو الأرض، ففي هذه الحالة يسقط المراقب وكل شي داخل المصعد بسرعة واحدة كما أن الشيء المقذوف يتحرك عبر المصعد حركة مستقيمة كما يراها المراقب، أي لا يوجد لديه مجال جاذبية، أما بالنسبة للمراقب الواقف على الأرض فلا يرى المقذوفات تتحرك حركة مستقيمة وأنما على هيئة قطوع مكافئة، لذلك لا وجود للثقالة بالنسبة للمراقب الذي في المصعد بينما يلاحظها المراقب الذي على الأرض، فكيف نخرج من هذا التناقض؟ لقد رأى اينشتاين أن الحل يكمن في إعادة فهم قوى الجاذبية لأن مفهوم نيوتن لها ليس مفهوما مطلقاً، ويتغير من مرجع إلى آخر كما حدث في التجربة السابقة، ولذلك قام أينشتاين بإعادة صياغة قانون نيوتن الأول ليشمل هذا المفهوم، وأصبح القانون «أن الأجسام تتحرك دائماً  في خطوط مستقيمة  سواءً أكانت في مجال جاذبية أو لا»، ولكن يجب إعادة تعريف الخطوط المستقيمة كي تنتهي المشكلة وتشمل خطوطاً ليست مستقيمة بالمعنى الإقليدي، وقام اينشتاين بذلك وبيــّن هندسة الزمكان الإقليدية في الفضاء المليء بالكتل والهندسة الإقليدية في الزمكان الخالي من الكتل وأصبح السبب في حركة الأجسام في مجال الجاذبية Gravitational Field هو أن الأجسام تتبع مسار الانحناء الزمكاني الذي تحدثه الأجسام الأكبر منها وتُعد هذه الحركة في الهندسة اللاإقليدية حركة في خطوط مستقيمة لأنها أقصر مسار في هذه الهندسة، وكان لهذه النظرية التي قدمها اينشتاين نتائج كثيرة من انحراف حزمة الضوء وظاهرة (بدارية حضيض مدار عطارد) وأيضاً ظاهرة (الانزياح الاينشتايني نحو الأحمر).
وأيضا تتنبأ هذه الهندسة الناتجة عن وجود أجسام ذات كتل هائلة كالنجوم بأن يتباطأ الزمن بالقرب من هذه النجوم، أضف إلى ذلك تقلص الأطوال، وكان أعظم إنجاز حققته النسبية العامة كان في مجال علم الكون (الكوسمولوجيا Cosmology)، فقد طبق أينشتاين نظريته عن الجاذبية على الكون بشكل عام، وتوصل إلى نموذج سكوني له، لا يتوسع فيه ولا ينهار على نفسه، ثم أثبت باحثون أن النظرية تؤدي إلى نموذج متوسع لا سكوني، وهكذا ساهمت هذه النظرية في إثراء علم الكون.

## الزمانفي النسبية الخاصة

التزامن والسببية.

إذا افترضنا أن الضوء الصادر عن حدث event معين في نقطة ما من الفضاء ينتشر بسرعته الثابتة (c) فهذا يعني أنه يغطي كرات تحيط بهذا الحدث وهذه الكرات تتوسع بزيادة قطرها مع الزمن حسب سرعة الضوء المنتشر.
لصعوبة تمثيل فضاء رباعي الأبعاد four-dimensional space سوف نضطر لحذف أحد الأبعاد المكانية مكتفين ببعديين مكانيين وبعد زمني رأسي (شاقولي)، فتأخذ كرات الضوء المتوسعة شكل دوائر متوسعة مع تزايد الزمن أي مع الارتفاع على المحور الرأسي وبهذا يمثل انتشار الضوء المخروط المتشكل من الدوائر المتوسعة.
في الحقيقة، يمكن تخيل مخروطين للضوء لكل حدث: مخروط متجه نحو الأعلى يدعى مخروط الضوء المستقبلي Future Light Cone ويمثل مجموعة النقاط التي يمكن وصول الضوء من الحدث المعني إليها (هذه النقاط في الفضاء الرباعي الأبعاد تمثلها 4 أرقام هي الإحداثيات المكانية الثلاثية والاحداثي الزماني فهي تحدد النقطة الفراغية مع زمن وصول الضوء عليها...) أما خارج المخروط فهي النقاط التي لا يمكن وصول الضوء إليها (هذه النقاط تمثل نقاطا فراغية مع زمن يستحيل وصول الضوء خلاله لأنه يستلزم انتشار للضوء بسرعة تفوق c وهو أمر مستحيل حسب النسبية).
المخروط المتجه نحو الأسفل يدعى مخروط الضوء الماضي Past Light cone ويمثل مجموعة الحوادث التي يمكن أن يصل منها شعاع ضوئي إلى الحدث (في هذه النقطة واللحظة الزمنية).
في الشكل:
لنفترض وجود حدثين A وB في نفس الجملة المرجعية reference system وفي نفس المكان ضمن هذه الجملة لكن بفاصل زمني (يشتركان بالموقع المكاني ويختلفان بالاحداثي الزمني time coordinate) كما نفترض وجود حدثين A وC ضمن جملة مرجعية واحدة بحيث يحدثان آنياً (أي في وقت واحد) لكنهما يقعان في موقعين مختلفين. (يشتركان بالاحداثي الزمني ويختلفان بالإحداثيات المكانية).
في الجملة المرجعية الأولى يمكن ل A أن يسبق B فعندئذ يكون A سابقا ل B في كل الجمل المرجعية ومن الممكن للمادة أن تنتقل من A إلى B بحيث نعتبر A سببا وB نتيجة فتكون هناك علاقة سببية بين A وB. في الواقع لا وجود لأي جملة مرجعية تقلب هذا الترتيب السببي.
لكن هذه الحالة لا تنطبق في حالة الحدثين A وC الذي يقع خارج المخروط الضوئي ل A كما هو واضح) حيث توجد جمل مرجعية ترى حدوث A قبل C وجمل مرجعية ترى حدوث C قبل A. لكن هذا بكل الأحوال لا يكسر قانون السببية لأنه يستحيل Aقل المعلومات بين A وC أو بين C وA لأن هذا يستدعي سرعة أكبر من سرعة الضوء. بتعبير آخر يمكن لبعض الجمل المرجعية أن ترى الأحداث بترتيب مختلف لكن لا يمكن لهذه الجمل أن تتواصل فيما بينها لأنها تحتاج إشارات أسرع من الضوء، وهكذا يحفظ مبدأ ثبات سرعة الضوء في النسبية قانون السببية ويحمينا من مفارقات العودة في الزمن.

## هندسة الزمكان في النسبية الخاصة
الفضاء الزمكاني في نظرية النسبية الخاصة هو فضاء منكوفسكي رباعي الأبعاد، وهو فضاء يشبه الفضاء الإقليدي الثلاثي الأبعاد المستخدم في ميكانيكا نيوتن من حيث سكونيته، فالخاصية الحركية ستدخلها فيما بعد نظرية النسبية العامة لتحول الزمكان من فضاء رباعي الأبعاد سكوني إلى فضاء رباعي الأبعاد حركي.
بالرغم من إضافة البعد الرابع فإن مشابهته للفضاء الإقليدي من الناحية السكونية يسهل التعامل معه فمعظم قواعد الفضاء الإقليدي تطبق هنا ذاتها بعد إضافة الحد الموافق للإحداثي الرابع (الزمني).
يعطى التفاضل للمسافة (ds) في فضاء ثلاثي الأبعاد بالعلاقة التالية:
{\displaystyle ds^{2}=dx_{1}^{2}+dx_{2}^{2}+dx_{3}^{2}}
حيث {\displaystyle (dx_{1},dx_{2},dx_{3})} هي تفاضلات الإحداثيات الثلاثة أو الأبعاد الفراغية الثلاثة. أما في الفضاء الزمكاني للنسبية الخاصة فنضيف إحداثي رابع زماني بوحدة تساوي سرعة الضوء c فتكون المعادلة التفاضلية للأبعاد الأربعة:
{\displaystyle ds^{2}=dx_{1}^{2}+dx_{2}^{2}+dx_{3}^{2}-c^{2}dt^{2}}
في العديد من الحالات، يكون من الأنسب معاملة الإحداثي الزمني كعدد تخيلي (مثلا لتبسيط المعادلة) وفي هذه الحالة يستبدل {\displaystyle t} في المعادلة السابقة ب {\displaystyle i.t'}، وتصبح المعادلة:
{\displaystyle ds^{2}=dx_{1}^{2}+dx_{2}^{2}+dx_{3}^{2}+c^{2}(dt')^{2}}
في حالات أخرى نقوم باختزال الأبعاد المكانية الثلاثة إلى اثنين ونتعامل عندئذ مع فضاء ثلاثي الأبعاد: بعدبن مكانيين وآخر زماني.
{\displaystyle ds^{2}=dx_{1}^{2}+dx_{2}^{2}-c^{2}dt^{2}}
يمكننا أن نلاحظ الخط الجيوديسي الصفري على المخروط الثنائي لأي حدث في الصورة التالية:
و يمكن تعريفه بالمعادلة التالية:
{\displaystyle ds^{2}=0=dx_{1}^{2}+dx_{2}^{2}-c^{2}dt^{2}}
أو:
{\displaystyle dx_{1}^{2}+dx_{2}^{2}=c^{2}dt^{2}}
وهي معادلة دائرة ذات قطر r=c*dt.
لو مددنا ذلك الكلام لفضاء كامل ذي ثلاث أبعاد مكانية وواحد زماني، فإن الجيوديسي الصفري عبارة عن دوائر متمركزة مستمرة ذات أقطار متزايدة
تساوي المسافة التي يقطعها الضوء من الحدث = c*(+ أو -)الزمن.
{\displaystyle ds^{2}=0=dx_{1}^{2}+dx_{2}^{2}+dx_{3}^{2}-c^{2}dt^{2}}
{\displaystyle dx_{1}^{2}+dx_{2}^{2}+dx_{3}^{2}=c^{2}dt^{2}}
المخروط الثنائي الصفري هو ما يمثل «خط الضوء» أو مسار الضوء الصادر عن تلك النقطة أو ما ندعوه بالحدث ضمن الفضاء الرباعي الأبعاد، وبما أن الضوء صاحب أكبر سرعة في الكون حسب النظرية النسبية فإنه لا وجود لمسارات تنطلق من هذه النقطة (الحدث) وتخرج عن نطاق هذا المخروط الثنائي (ببساطة لأن لا شيء أسرع من الضوء). ندعو المخروط العلوي: مخروط الضوء المستقبلي وهو يشمل الأحداث المستقبلية التي يمكن أن تتلقى إشارة من الحدث المعني. أما المخروط السفلي فيدعى مخروط الضوء الماضي ويشمل الأحداث الماضية التي يمكن لها بعث إشارة إلى هذا العنصر. كل ما هو خارج هذين المخروطين لا يمكن له التواصل مع هذا الحدث لا كماضي ولا كمستقبل.

## سرعة الضوء هي السرعة القصوى
بين اينشتاين في النظرية النسبية الخاصة أن المبدأ السابق من حيث إضافة السرعات لا يسري على الضوء. أي لا يسري القول: سرعة + سرعة = ضعف السرعة. فإذا أطلقنا مثلًا عيارًا ناريًا من قطار يتحرك في نفس اتجاه حركة القطار، فإننا نجمع السرعتين ونحصل على محصلة سرعة الطلقة وهي مجموع السرعتين، وهذا ما يقيسه الواقف على رصيف المحطة. أما بالنسبة للضوء فتبقى سرعته ثابتة، وهي 299.792 كيلومتر في الثانية - وذلك بصرف النظر عما إذا كان مصدر الضوء متحركًا أو ثابتًا لا يتحرك. وهذه السرعة تشكل حدًا أقصى للسرعات ولا يمكن لأي جسيم أن يتخطى تلك السرعة، وهذا ينطبق أيضا علينا.
وزيادة على تلك الحقيقة، فقد بينت حسابات أينشتاين أن كتلة جسم متحرك تزيد بزيادة سرعته. ولكننا لا نستطيع قياس الزيادة في كتلته بسبب صغر السرعة التي يتحرك بها عادة. أما إذا وصلت سرعة الجسم إلى نصف سرعة الضوء مثلًا، فتكون الزيادة في كتلة الجسم ملحوظة. وتتزايد كتلته كلما اقتربت سرعته من سرعة الضوء. بذلك نحتاج لطاقة أعلى وأعلى من أجل أن نقوم بتسريع جسيم إلى قرب سرعة الضوء، لأن كتلته تزداد مع كل زيادة في سرعته. والخلاصة أنه لا يمكن لأي جسم الحركة بسرعة الضوء، مهما كان صغيرًا أو كبيرًا، ناهيك عن أن يتعداها.
ملحوظة: يتحرك شعاع الضوء بسرعة 299.792 كيلومتر في الثانية وينطبق ذلك أيضًا على كل الأشعة الكهرومغناطيسية التي هي من صفات الضوء. وهذا معناه أن موجات الراديو بسرعتها هذه تدور حول الكرة الأرضية 7 مرات في الثانية الواحدة.

## مبدأ النسبية

### الأطر المرجعية والحركة النسبية

الشكل 2-1: يكون النظام المنزاح primed system (y’-o’-z’-x’) خاضعاً لحركة بالنسبة للنظام غير المنزاح unprimed system (y-o-z-x)، مع سرعة ثابتة (v) على طول المحور x فقط من منظور مشاهد متوضّع ضمن النظام غير المنزاح.
وحسب مبدأ النسبية، سيرى مشاهد ثابت في النظام المنزاح بنية مماثلة، باستثناء أن السرعة التي سيسجلها ستكون سالبة (-v)، وسيتطلب تغيّر سرعة انتشار التآثر، من كونها غير محدودة في الميكانيكا غير النسبوية إلى قيمة محدودة، تعديلاً للحوادث التعيينية للمعادلات التحويلية في إطار ما لآخر.

تقوم الأُطر المرجعية بدور بالغ الأهمية في نظرية النسبية، ويُعتبر مصطلح الإطار المرجعي كما هو مستخدم هنا منظوراً رصدياً في الفراغ لا يتعرض لأي تغير في الحركة (تسارع)، من موقع يمكن قياسه على امتداد ثلاثة محاور فراغية، كما يمتلك الإطار المرجعي القدرة على تحديد قياسات زمن الحوادث باستخدام «ساعة» (أي جهاز مرجعي له دورية موحّدة).
علماً أن الحادثة هي حالة يمكن تعيين زمان ومكان وحيدين فريدين لها في الفراغ بالنسبة لإطار مرجعي: أي أنها «نقطة» في الزمكان، ونظراً لأن سرعة الضوء ثابتة في النسبية في كل إطار مرجعي، يمكن استخدام ومضات ضوئية لقياس المسافات بشكل لا لبس فيه، وإحالة أزمنة وقوع الحوادث للساعة، بيد أن الضوء يستغرق وقتاً للوصول للساعة بعد أن تتّضح الحادثة.
فعلى سبيل المثال، يمكن اعتبار انفجار أحد المفرقعات «حادثة»، ويمكن تعيين أية حادثة بشكل تام بإحداثياتها الزمكانية الأربعة: يحدد زمن حدوثها وموقعها الفراغي ثلاثي الأبعاد نقطة مرجعية، فلتُدعى الإطار المرجعي S.
في نظرية النسبية، يكمن الهدف غالباً في حساب إحداثيات حادثة ما من إطارات مرجعية مختلفة، وتسمى المعادلات التي تربط القياسات المُجراة في أُطر مختلفة بالمعادلات التحويلية.

### الترتيب المعياري
لأخذ فكرة عن كيفية مقارنة إحداثيات الزمكان التي يقيسها مشاهدون في أُطر مرجعية مختلفة مع بعضها، يفيد التعامل مع إعدادات مبسّطة للأطر ضمن ترتيب معياري،[13]:107 فمع اتخاذ تدابير العناية يتيح ذلك تبسيط الرياضيات دون فقدان عمومية النتائج المحققة.
يوضّح الشكل 2-1 إطارين مرجعيين قصوريين (وفق غاليليو) – بمعنى آخر أُطراً فراغية ثلاثية تقليدية – في حركة نسبية، فيعود الإطار S لمشاهد أول O، والإطار S’ (يُلفظ إس فتحة أو بالإنكليزية S prime) لمشاهد ثانٍ O’.
- وتُوجّه المحاور x,y,z للإطار S بما يتوازى مع المحاور المنزاحة الموافقة (z’,y’,z’) للإطار S’.
- يتحرك الإطار S’ في الإتجاه x للإطار S بسرعة ثابتة (v) كما قيست في الإطار S.
- تنطبق أصول الأُطر S وS' عندما يأخذ الزمن القيمتين: t=0 لللإطار S، وt’=0 للإطار S’.

ونظراً لعدم وجود إطار مرجعي مطلق في النظرية النسبية، لا يتواجد مفهوم للـ«حادثة» بدقة، فكل شيء يتحرك باستمرار بالنسبة لإطار مرجعي آخر ما، فيُقال عوضاً عن ذلك أن الإطارين اللذين يتحركان بالسرعة ذاتها والاتجاه ذاته يتشاركان في الحركة (comoving)، وبالتالي لا يتشارك S وS’ بالحركة.

### الافتقار لإطار مرجعي مطلق
يعود مبدأ النسبية، الذي ينص على أن القوانين الفيزيائية تمتلك الصيغة ذاتها في كل إطار مرجعي عطالي، لغاليليو، وقد أُدرجت ضمن الفيزياء النيوتونية، ولكن في أواخر القرن التاسع عشر، قاد وجود الأمواج الكهرومغناطيسية الفيزيائيين لاقتراح أن الكون يمتلئ بمادة تُدعى الأثير، والتي يمكن ان تقوم مقام وسط تنتقل عبره هذه الأمواج أو الاهتزازات، واعتقدوا أن الأثير يشكّل إطاراً مرجعياً مطلقاً يمكن قياس السرعات استناداً له، ويمكن اعتباره ثابتاً لا يتحرك.
كما افتُرض امتلاك الأثير بعض الخواص الرائعة، مثل المرونة الكافية لدعم الأمواج الكهرمغناطيسية، ويمكن لهذه الأمواج أن تتآثر مع المواد، ولكن الأثير لم يبدِ أية مقاومة للأجسام العابرة من خلاله، وقد أدت نتائج العديد من التجارب، بما فيها تجربة ميكلسون-مورلي لنظرية النسبية الخاصة، من خلال تبيان عدم وجود أي أثير، فتَمثّل حل آينشتاين في تجاهل فكرة وجود أثير وحالة سكون مطلقة.
سيخضع أي إطار مرجعي يتحرك بشكل موّحد، في النسبية، للقوانين الفيزيائية ذاتها، وبشكل خاص، تُعتبر سرعة الضوء في الخلاء دوماً على أنها c، حتى عندما تُقاس في نظم متعددة تتحرك بسرعات مختلفة (ولكن ثابتة).

### النسبية دون الافتراض الثاني
يمكن الاستنتاج من مبدأ النسبية لوحده، دون افتراض ثباتية سرعة الضوء (كما في استخدام مبدأ النسبية الخاصة لتوحد خواص الفراغ والتناظر الضمني فيه)، أن تحولات الزمكان بين الأُطر العطالية إما أن تكون إقليدية أو غاليلية أو لورنتزية، وفي الحالة اللورنتزية يمكن تحقيق حفظ الفواصل النسبوية وسرعة حدية محدودة معيّنة، وتقترح التجارب أن هذه السرعة هي سرعة الضوء في الخلاء.